# Presidenti federali dell'Austria
I Presidenti federali dell'Austria si sono succeduti a partire dal 1919, quando fu istituita la carica di Presidente (in tedesco Bundespräsident der Republik Österreich).
Il 12 novembre 1918 venne costituito il governo della Repubblica dell'Austria tedesca. Ciò nonostante, fino al 3 aprile 1919 era ancora formalmente funzionante l'antico governo imperiale. Fu solo in seguito alla fuga in Svizzera dell'imperatore Carlo I che il governo della repubblica procedette a deporre ufficialmente l'imperatore dal trono e a sciogliere il vecchio governo imperiale. Dal 1804 al 1867 l'Austria fu un Impero, mentre dal 1867 al 1918-1919 le subentrò l'Austria-Ungheria. Per i capi di Stato di questo periodo, quindi, si rimanda alla pagina Sovrani d'Austria.
Dal 26 gennaio 2017 il Presidente federale è Alexander Van der Bellen, del partito dei Verdi.

## Lista dei Presidenti

### Repubblica dell'Austria tedesca (1918-1919), Prima Repubblica (1919-1934) e Stato Federale (1934-1938)
| Nº | Ritratto         | Ritratto         | Nome (Nascita–Morte)         | Mandato          | Mandato          | Partito                                      |
| Nº | Ritratto         | Ritratto         | Nome (Nascita–Morte)         | Inizio           | Fine             | Partito                                      |
| -- | ---------------- | ---------------- | ---------------------------- | ---------------- | ---------------- | -------------------------------------------- |
| 1  |                  |                  | Karl Seitz (1869–1950)       | 5 marzo 1919     | 9 dicembre 1920  | Partito dei Lavoratori Social-Democratici    |
| 2  |                  |                  | Michael Hainisch (1858–1940) | 9 dicembre 1920  | 9 dicembre 1924  | Indipendente                                 |
| 2  | 9 dicembre 1924  | 10 dicembre 1928 | Michael Hainisch (1858–1940) |                  |                  | Indipendente                                 |
| 3  |                  |                  | Wilhelm Miklas (1872–1956)   | 10 dicembre 1928 | 10 dicembre 1934 | Partito Cristiano Sociale Fronte Patriottico |
| 3  | 10 dicembre 1934 | 13 marzo 1938    | Wilhelm Miklas (1872–1956)   |                  |                  | Partito Cristiano Sociale Fronte Patriottico |

### Seconda Repubblica (dal 1945)
Secondo l'articolo 60 della Costituzione dell'Austria, il Presidente federale è eletto direttamente dai cittadini con maggioranza assoluta dei suffragi. Tra gli uomini politici che hanno coperto in passato l'ufficio, solo tre sono sopravvissuti all'incarico.
| Nº                                                                                         | Ritratto        | Ritratto                              | Nome (nascita–morte)             | Mandato          | Mandato                               | Partito di elezione  | Elezione |
| Nº                                                                                         | Ritratto        | Ritratto                              | Nome (nascita–morte)             | Inizio           | Fine                                  | Partito di elezione  | Elezione |
| ------------------------------------------------------------------------------------------ | --------------- | ------------------------------------- | -------------------------------- | ---------------- | ------------------------------------- | -------------------- | -------- |
| 1                                                                                          |                 |                                       | Karl Renner (1870–1950)          | 20 dicembre 1945 | 31 dicembre 1950 (Deceduto in carica) | SPÖ                  | 1945     |
| Leopold Figl ad interim (31 dicembre 1950 – 21 giugno 1951)                                |                 |                                       |                                  |                  |                                       |                      |          |
| 2                                                                                          |                 |                                       | Theodor Körner (1873–1957)       | 21 giugno 1951   | 4 gennaio 1957 (Deceduto in carica)   | SPÖ                  | 1951     |
| Julius Raab ad interim (4 gennaio 1957 – 22 maggio 1957)                                   |                 |                                       |                                  |                  |                                       |                      |          |
| 3                                                                                          |                 |                                       | Adolf Schärf (1890–1965)         | 22 maggio 1957   | 22 maggio 1963                        | SPÖ                  | 1957     |
| 3                                                                                          | 22 maggio 1963  | 28 febbraio 1965 (Deceduto in carica) | Adolf Schärf (1890–1965)         | 1963             |                                       | SPÖ                  |          |
| Josef Klaus ad interim (28 febbraio 1965 – 9 giugno 1965)                                  |                 |                                       |                                  |                  |                                       |                      |          |
| 4                                                                                          |                 |                                       | Franz Jonas (1899–1974)          | 9 giugno 1965    | 9 giugno 1971                         | SPÖ                  | 1965     |
| 4                                                                                          | 9 giugno 1971   | 24 aprile 1974 (Deceduto in carica)   | Franz Jonas (1899–1974)          | 1971             |                                       | SPÖ                  |          |
| Bruno Kreisky ad interim (24 aprile 1974 – 8 luglio 1974)                                  |                 |                                       |                                  |                  |                                       |                      |          |
| 5                                                                                          |                 |                                       | Rudolf Kirchschläger (1915–2000) | 8 luglio 1974    | 8 luglio 1980                         | Indipendente         | 1974     |
| 5                                                                                          | 8 luglio 1980   | 8 luglio 1986                         | Rudolf Kirchschläger (1915–2000) | 1980             |                                       | Indipendente         |          |
| 6                                                                                          |                 |                                       | Kurt Waldheim (1918–2007)        | 8 luglio 1986    | 8 luglio 1992                         | ÖVP                  | 1986     |
| 7                                                                                          |                 |                                       | Thomas Klestil (1932–2004)       | 8 luglio 1992    | 8 luglio 1998                         | ÖVP                  | 1992     |
| 7                                                                                          | 8 luglio 1998   | 6 luglio 2004 (Deceduto in carica)    | Thomas Klestil (1932–2004)       | 1998             |                                       | ÖVP                  |          |
| Andreas Khol, Barbara Prammer, Thomas Prinzhorn ad interim (6 luglio 2004 – 8 luglio 2004) |                 |                                       |                                  |                  |                                       |                      |          |
| 8                                                                                          |                 |                                       | Heinz Fischer (1938–)            | 8 luglio 2004    | 8 luglio 2010                         | SPÖ                  | 2004     |
| 8                                                                                          | 8 luglio 2010   | 8 luglio 2016                         | Heinz Fischer (1938–)            | 2010             |                                       | SPÖ                  |          |
| Doris Bures, Karlheinz Kopf, Norbert Hofer ad interim (8 luglio 2016 – 26 gennaio 2017)    |                 |                                       |                                  |                  |                                       |                      |          |
| 9                                                                                          |                 |                                       | Alexander Van der Bellen (1944–) | 26 gennaio 2017  | 26 gennaio 2023                       | Indipendente (GRÜNE) | 2016     |
| 9                                                                                          | 26 gennaio 2023 | in carica                             | Alexander Van der Bellen (1944–) | 2022             |                                       | Indipendente (GRÜNE) |          |